# Người bán kim chỉ
 Một người bán kim chỉ là một người bán dụng cụ nhỏ cho may, chẳng hạn như các nút, ruy băng và khóa kéo (trong Vương quốc Anh ), hoặc người lãnh thầu may quần áo của nam giới, thường cung cấp một lượng đơn đặt hàng có  tùy chỉnh các yêu cầu khác nhau.  Các sản phẩm may được gọi là haberdashery, hay " đồ lặt vặt trong ngành may " (tiếng Anh Mỹ).